# Andrena nothoscordi
Andrena nothoscordi är en biart som beskrevs av Robertson 1897. Andrena nothoscordi ingår i släktet sandbin, och familjen grävbin. Inga underarter finns listade i Catalogue of Life.